# Évry
Évry er en mindre fransk provinsby. Den er hovedsæde i departementet Essonne.

## Uddannelse
- École nationale supérieure d'informatique pour l'industrie et l'entreprise
- École nationale supérieure des mines de Paris
- Institut Mines-Télécom Business School